# Aletschhorn
Aletschhorn är ett berg i Schweiz. Det ligger i distriktet Raron och kantonen Valais, i den centrala delen av landet, 70 km sydost om huvudstaden Bern. Toppen på Aletschhorn är 4 193 meter över havet, eller 1 036 meter över den omgivande terrängen. Bredden vid basen är 12,9 km.